# Juan de Mendoza y Medrano
Juan de Mendoza y Medrano (Logroño, España, 1575-Santiago de Guatemala, 10 de enero de 1661) fue un militar español y gobernador de Costa Rica nombrado por Felipe III en 1612.

## Biografía
Juan de Mendoza y Medrano había nacido  en el año 1575 en la ciudad de Logroño, Castilla la Vieja de la Corona de española, hijo de Juan de Mendoza y Rejón y de Juana de Medrano y Albedo. Casó con Isabel Méndez de Sotomayor, hija de Fernando Méndez de Ocampo y Agustina de Sotomayor, vecinos de Madrid, con la cual tuvo una numerosa descendencia. Su hijo Alonso de Mendoza y Medrano fue secretario de la Embajada de España en Roma y su hijo Juan de Mendoza y Sotomayor corregidor de Turrialba.
Sirvió durante veinte años en los estados de Flandes y participó en numerosas acciones militares, entre ellas el sitio de Ostende.Debido a estar estropeado, el archiduque Alberto de Austria le dio licencia para regresar a España y en 1605 se le otorgó el grado de capitán para levantar una compañía de infantería, con la cual sirvió en Milán bajo la orden del conde de Fuentes.
El 28 de enero de 1612 el rey Felipe III lo nombró gobernador de Costa Rica por cinco años, en reemplazo de don Juan de Ocón y Trillo. Asumió el cargo en agosto de 1613. 
Debido a la distancia entre su gobernación y la sede de la Real Audiencia de Guatemala, trató en vano de conseguir que Costa Rica fuese anexada a la jurisdicción panameña.
Durante su gobernación hubo importantes intentos de resistencia a la autoridad española en la región de Tierra Adentro. En 1618 dirigió una expedición a esa región y cometió graves excesos contra los indígenas, lo cual dio lugar a acusaciones en su contra.
La audiencia lo obligó a presentarse en Guatemala y lo mantuvo preso durante un tiempo. Posteriormente se estableció en Santiago de Guatemala, donde planteó en 1622 una acusación ante la Inquisición contra su sucesor en el gobierno de Costa Rica, Alonso del Castillo y Guzmán.
Murió en Santiago de Guatemala (hoy Antigua Guatemala), el 10 de enero de 1661.